# Cichlopsis leucogenys
Cichlopsis leucogenys là một loài chim trong họ Turdidae.